# Epiphyllum hookeri subsp. guatemalense
Epiphyllum hookeri subsp. guatemalense, podvrsta kaktusa E. hookeri iz Gvatemale, Hondurasa i Meksika.

## O uzgoju
- Preporučena temperatura:  10-12°C
- Tolerancija hladnoće:   ne podnosi hladnoću
- Minimalna temperatura: 12°C
- Izloženost suncu:  treba biti na svjetlu
- Porijeklo:  Meksiko,Gvatemala,Honduras
- Potrebnost vode:   što je manje moguće vode ,treba dobru drenažu

## Sinonimi
- Epiphyllum guatemalense Britton & Rose
- Epiphyllum phyllanthus var. guatemalense (Britton & Rose) Kimnach
- Epiphyllum phyllanthus subsp. guatemalense (Britton & Rose) U.Guzmán
- Phyllocactus guatemalensis (Britton & Rose) Vaupel

## Vanjske poveznice
|  | Wikivrste imaju podatke o taksonu Epiphyllum hookeri subsp. guatemalense |